# ساموئل بانوس
ساموئل بانوس (انگلیسی: Samuel Baños؛ زادهٔ ۱۶ اوت ۱۹۷۹) بازیکن فوتبال اهل اسپانیا است.
از باشگاه‌هایی که در آن بازی کرده‌است می‌توان به باشگاه فوتبال رئال مورسیا، باشگاه فوتبال لوانته، باشگاه فوتبال آلکورکون، باشگاه فوتبال سابادل، باشگاه فوتبال اسپورتینگ خیخون، و باشگاه فوتبال خرز اشاره کرد.
وی همچنین در تیم‌های ملی فوتبال زیر ۱۶ سال اسپانیا، زیر ۱۷ سال اسپانیا، و زیر ۱۸ سال اسپانیا بازی کرده‌است.